# 5 puta “zašto”
“5 puta zašto” (engleski: 5 Whys) je iterativna tehnika ispitivanja u cilju pronalaženja uzroka problema uočenih prilikom kontrole kvalitete ili prigovorima zaprimljenih od kupaca. 
Primjenom tehnike “5 puta zašto” pokušava se pronaći uzrok problema kako bi se moglo raditi na njegovom uklanjanju. 
Ime tehnike “5 puta zašto” (engleski: 5 Whys) dolazi iz prakse i predstavlja najčešće poznati potreban broj iteracija neophodan da bi se pronašao uzrok problema.
Važno je naglasiti, da odgovor na svako pitanje, pridonosi temeljima za oblikovanje svakog sljedećeg pitanja.
Držeći se dosljedno postulata tehnike “5 puta zašto” (engleski: 5 Whys) moguće je osigurati logičan tijek pitanja kojim ulazimo sve dublje u srž korištenih postupaka, postupno pridonoseći otkrivanju uzroka problema.

## Primjer
- Ne možemo pokrenuti vozilo (problem)

1. zašto? - Akumulator je prazan. (prvi zašto)
2. zašto? - Alternator ne radi. (drugi zašto)
3. zašto?  - Remen alternatora je potrgan. (treći zašto)
4. zašto? - Remen alternatora je prekoračio svoj vijek trajanja i nije bio zamijenjen u garantnom roku. (četvrti zašto)
5. zašto? - Vozilo nije bilo podvrgnut propisanom servisu. (peti "zašto" ujedno i uzrok problema)

U ovom slučaju ispitivanje bi se moglo nastaviti sa šestim, sedmim pitanjem itd. U velikom broju primjera iskustva iz prakse pokazuju da je pet iteracija dovoljno za pronalaženje uzroka problema. Cilj ove metode je da uz održavanje stalne veze s osnovnim problemom, izbjegavanje pogrešnih (često prebrzih) zaključaka u vrijeme dok provodimo ispitivanje o uzrocima problema. 
U našem primjeru peti (5.) “zašto" sugerira proces koji je moguće mijenjati i kontrolirati. To je najvažniji aspekt u primjeni tehnike “5 puta zašto” – uzrok problema mora biti povezan s procesom koji ne radi ili koji nije ustanovljen. Neiskusan tražitelj uzroka problema često će pogrešno zaključiti kako je uzrok problema nedostatak vremena, pomanjkanje investicija ili radnika. Iako takvi odgovori mogu ponekad biti i točni, oni nam ne pomažu, jer su to utjecaji izvan naše kontrole. Zato je potrebno umjesto direktnog pitanja "zašto" upitati "zašto naš postupak ne dovodi do željenog rezultata".
Ključna misao vodilja pri upotrebi tehnike "5 puta zašto” je, da usredotočeni na završetak proizvodnje, s netočnim ili nedosljednim postupcima, možemo polučiti neželjene rezultate.

## Povijesne poveznice
Tehniku 5 puta “zašto” razvio je Sakichi Toyoda koji ju je koristio u Toyota Motor Company u vrijeme razvoja svojih proizvodnih procesa. Ova tehnika je bila ključna tehnika tijekom treninga u pronalaženja uzroka problema.  Glavni arhitekt korporacije Toyota Production Systems, Taiichi Ohno opisao je tehniku kao “bazu za Toyotine znanstvene pristupe jer ponavljanjem pitanja “zašto” pet puta, uzroci problema postaju jasniji.” Ova tehnika ima široku primjenu te se danas koristi u metodama traženja i otklanjanja uzroka problema "Kaizen", “Lean Manufacturing” i “Šest Sigma”.

## Tehnike
Tehnika 5 puta “zašto” koristi se prilikom kod sljedećih metoda u potraživanju uzroka problema:
1. Ishikawini dijagrami (tzv. dijagrami ribljih kostiiju)
2. Raznovrsni 5 puta “zašto” tablični formati[5]

U korištenju su i druge metode koje omogućavaju analizu pomoću kojih, kao rezultat, dobivamo veći broj uzroka problema.

## Kritike
Iako se tehnika “5 puta zašto” koristi često u tehnički orijentiranim područjima kako bi se definirao osnovni uzrok problema, bila je kritizirana od strane Teruyuki Minoura koji je nekad zauzimao položaj voditelja nabave kompanije Toyota. Stav Teruyuki Minoura je bio da je tehnika “5 puta zašto” pojednostavljena za potrebe analiza u traženju uzroka problema i svih utjecajnih detalja koje je potrebno poznavati da bi ih mogli ispravljati. Neki od razloga za takve stavove uključuju:
- Upotrebljavajući tehniku “5 puta zašto” istražitelji u potrazi za uzrocima problema, prestaju s ispitivanjem prerano, već pri pronalasku simptoma (npr. remen alternatora je potrgan).
- Pronalaženje uzroka problema ograničeno je znanjem i stručnošću istražitelja. Često istražitelji neće uočiti uzroke onih problema na koje nisu prije nailazili.
- Ograničena pomoć koja se pruža istražitelju u potrazi za ključnim pitanjima "zašto".
- Različiti istražitelji pronalaze različite uzroke problema.
- Isticanje pojedinačnih uzroka problema iako bi neka od pitanja mogla potaknuti i veći broj uzroka problema.

Navedeni nedostaci mogu biti iznimno važni ako se ova tehnika primjenjuje isključivo za otklanjanje mogućih uzroka problema. Kako bi se izbjegle ovakve pogreške, preporuča se provjeriti dobiven odgovor prije postavljanja sljedećeg pitanja “zašto” ili upitati "zašto naš postupak ne dovodi do željenog rezultata".

## Vanjske poveznice
- Why-Because analysis
- Causality
- Eight Disciplines Problem Solving
- Five Ws (prikupljanje informacija)
- Socratic method
- Necessity and sufficiency
- ASTM quality control standards
- Hrvatsko društvo za kvalitetu  Arhivirana inačica izvorne stranice od 29. studenoga 2014. (Wayback Machine)
- Kvaliteta.net  Arhivirana inačica izvorne stranice od 4. prosinca 2014. (Wayback Machine)
- Svijet kvalitete